# متحف جیش التحریر الشعبي

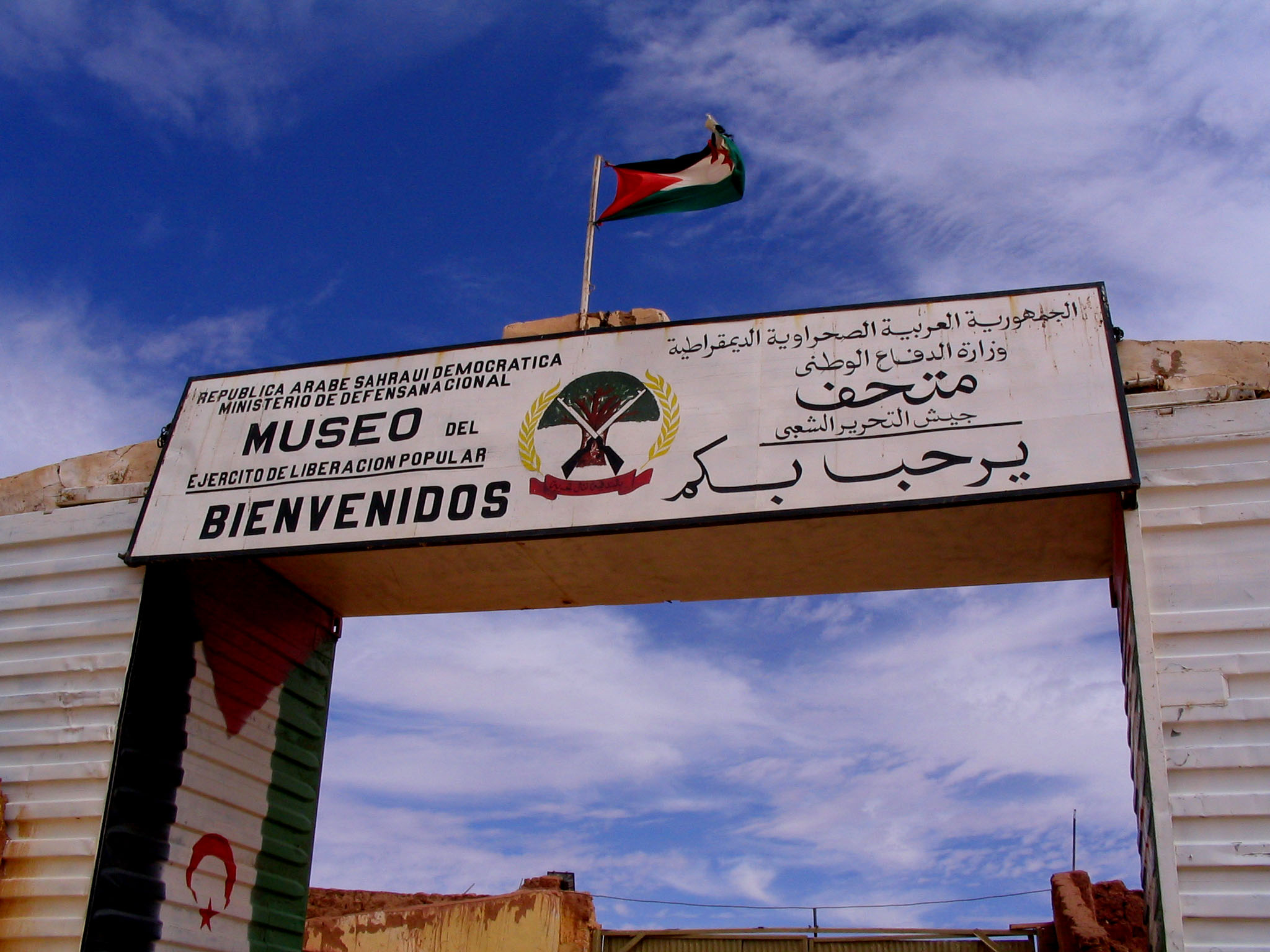
متحف جيش التحرير الشعبي.

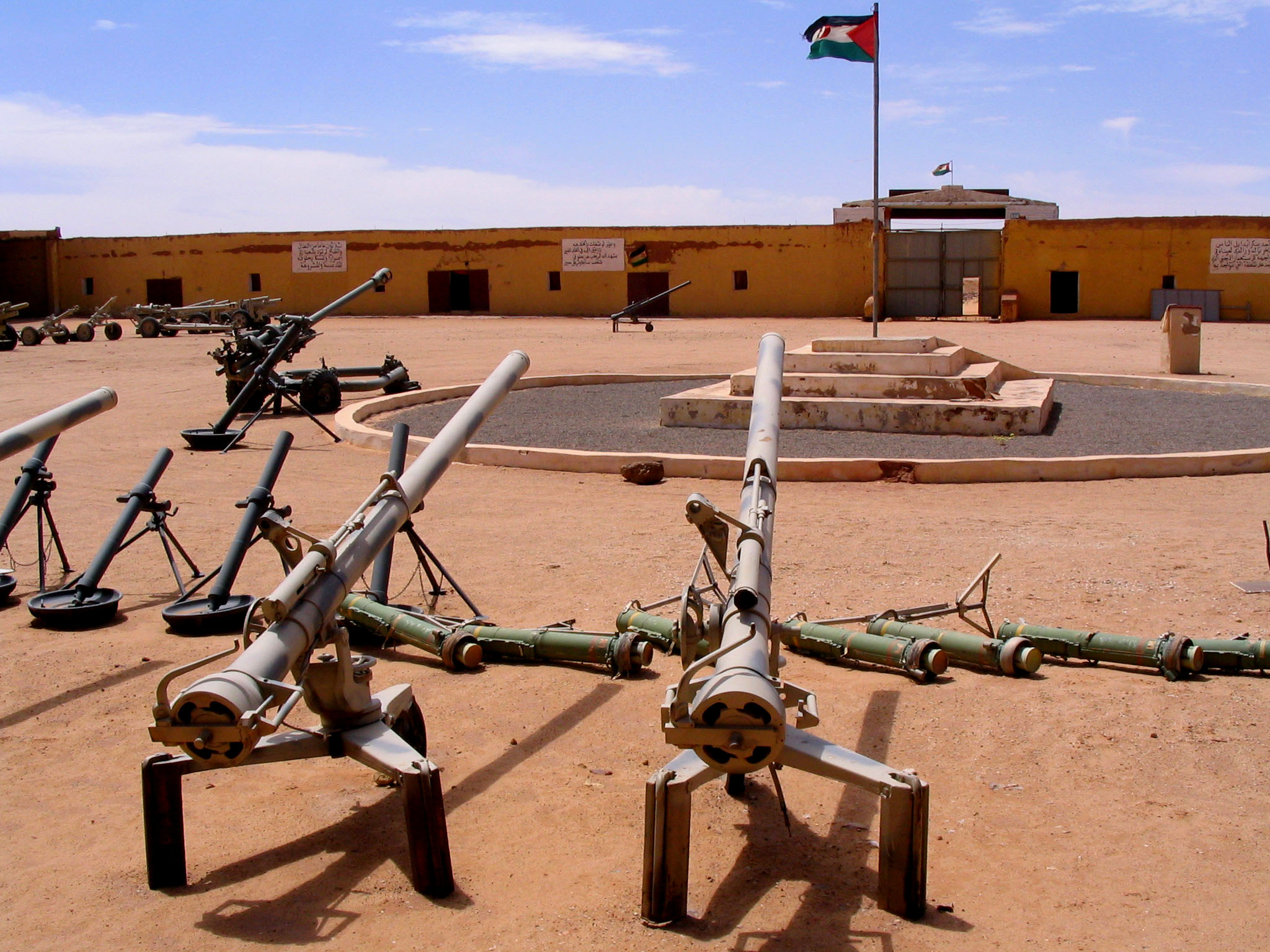
الجزء المركزي من المتحف.

يوجد متحف جیش التحریر الشعبي أو متحف جيش التحرير الشعبي الصحراوي (بالإسبانية: Museo del Ejército de Liberación Popular)‏ في مخيمات المحتجزين الصحراويين بجنوب غرب الجزائر. خُصص هذا المتحف لعرض النضال من أجل استقلال الشعب الصحراوي. يعرض المتحف الأسلحة والمركبات والأزياء الرسمية.
يعتبر المتحف حاليًا أيضًا مقر حكومة الجمهورية العربية الصحراوية الديمقراطية .

## قائمة المعروضات

### المركبات
- مركبة ايه ام اكس 13 F3
- إيلاند -20
- ايلاند -90
- بنهارد إيه إم إل
- بانهارد إم 3
- المدرعة SK-105[2]
- يونيماج [3]
- في ايه بي VAB

### المدفعية
- مدفع هاوتزر M101 [3]
- مدفع عديم الارتداد من طراز B-11
- مدفع عديم الارتداد طراز M40
- مدفع خفيفة L118

### الأسلحة الصغيرة والمتفجرات
- أيه كيه-47
- إف إن فال
- هيكلر وكوخ جي 3
- هيكلر وكوخ إم بي 5
- لاو إم 72
- براوننغ إم1919 (مدفع رشاش)
- لغم TS-50
- لغم VS-50 [4]